# 48 Hours (canción)
48 Hours (48 horas) es el primer sencillo del cuarto álbum de Blue System, Obsession. Es publicado en 1990 por Hanseatic M.V. y distribuido por BMG. La letra, música, arreglos y producción pertenecen a Dieter Bohlen, La coproducción estuvo a cargo de Luis Rodríguez. El diseño de arte fue responsabilidad de M. Vormstein. La fotografía corresponde a Esser & Strauss.

## Sencillos
7" Single Hansa 113 185, 1990
1. 48 Hours		3:45
2. 48 Hours (Instrumental)	3:45

CD-Maxi Hansa 613 185,	1990
1. 48 Hours (Maxi Version)	4:35
2. 48 Hours (Instrumental)	3:45
3. 48 Hours (Radio Version)	3:45

CD-Maxi Hansa 663 185,	1990
1. 48 Hours (Maxi Version)	4:35
2. 48 Hours (Instrumental)	3:45
3. 48 Hours (Radio Version)	3:45

## Charts
El sencillo permaneció 8 semanas en el chart alemán desde el 30 de abril de 1990 hasta el 1 de julio de 1990. Alcanzó el #29 como máxima posición.
| Chart (1990) | Máxima posición |
| ------------ | --------------- |
| Alemania     | 29              |
| Austria      | 28              |

## Créditos
- Composición - Dieter Bohlen
- Productor, arreglos - Dieter Bohlen
- Coproductor - Luis Rodriguez
- Fotografía - Esser & Strauss
- Diseño - M. Vormstein